# Ліонська затока
Ліонська затока (фр. golfe du Lion, італ. Golfo del Leone, ісп. golfo de León) — затока у західній частині Середземного моря, на південно-східному узбережжі Франції. Берегова лінія затоки тягнеться від Лангедок-Русійона та Каталонії на заході до міста Тулон на сході. Найбільші порти — Марсель та Сет.

## Етимологія назви
Стародавня назва затоки — sinus Gallicus (Галльська затока), використовувалася у латиномовних джерелах часів Стародавнього Риму. Назва походила від народу галлів, які заселяли терени сучасної Франції від стародавніх часів.
Сучасна назва вживається в латиномовних джерелах як sinus Leonis (Левова затока), mare Leonis (Левове море) приблизно з XIII століття. Ймовірно, назва походить від того, що води затоки небезпечні для плавання, «як лев». Різні джерела, зокрема «Енциклопедія» Дені Дідро та Жака д'Аламбера, словник Фредеріка Містраля, відкидають версію про походження назви затоки від міста Ліон у Франції, оскільки воно знаходиться занадто далеко від узбережжя, у Центральній Франції. «Енциклопедія» пропонує дві версії походження назви: або від острова Ліон на узбережжі Провансу, або ж від того, що іспанці називали цю водойму golpho Leone, натякаючи на шторми, які часто там бувають.

## Географія
Затока розташована у західній частині середземноморського узбережжя та омиває береги Франції на південному сході. Глибина дна затоки сягає більше 1 км. Вздовж узбережжя є широкий мілководний континентальний шельф. Клімат субтропічний. Часто на узбережжі затоки дме сильний, холодний і сухий вітер, що рухається з Альп на південь уздовж долини річки Рона, відомий як містраль. На узбережжі затоки припливи неправильні, півдобові, до 0,2 метра.
У Ліонську затоку впадають річки Рона, Од, Тек, Тет, Орб, Еро, Відурль. Через місто Сет Південним каналом сполучається з Тулузою, а звідти Гаронським каналом — з Біскайською затокою.
Узбережжя Ліонської затоки економічно розвинене. Найбільші порти — Марсель та Сет. Берегова лінія є місцем активного припливу туристів, рекреаційною зоною.

## Поширені види
У Ліонській затоці поширені такі види живих організмів як чепура мала, чоботар, кулик-довгоніг, фламінго червоний, пірникоза чорношия, мартин середземноморський, чапля єгипетська та інші. Серед риб поширені сардина європейська, анчоус, морський вугор, скумбрія, спар, Dicentrarchus та інші.